# Общественное мнение
Обще́ственное мне́ние — форма массового сознания, в которой проявляется отношение (скрытое или явное) различных групп людей к событиям и процессам действительной жизни, затрагивающим их интересы и потребности.
Общественное мнение выражается публично и оказывает влияние на функционирование общества и его политической системы. Именно возможность гласного, публичного высказывания населения по злободневным проблемам общественной жизни и влияние этой высказанной вслух позиции на развитие общественно-политических отношений отражает суть общественного мнения как особого социального института. При этом, общественное мнение представляет собой совокупность многих индивидуальных мнений по конкретному вопросу, затрагивающему группу людей.
В настоящий момент эта точка зрения отражена в большинстве научных трудов и считается общепризнанной.
Явление существовало во все исторические эпохи, начиная с глубокой древности, однако, сам термин, обозначающий этот уникальный феномен общественной жизни человечества, появился на Руси в IX в., а затем в Англии в веке ХII. Там его возникновение связывают с именем английского государственного и общественного деятеля, писателя Солсбери, который использовал его в книге «Поликратик» для обозначения моральной поддержки парламента со стороны населения страны. Тогда термин «общественное мнение» представлял собой буквальный перевод сочетания двух слов «Public Opinion». Из Англии это выражение проникло в другие страны и с конца XVIII в. стало общепринятым.

## Трактовка понятия
Такой уникальный феномен, как «общественное мнение» принадлежит к числу социальных явлений, которые привлекают внимание мыслителей с давних времён.
Первые попытки специального его исследования были предприняты в конце XVIII — начале XIX вв. английским философом Иеремией Бентамом, который подчёркивал значимость общественного мнения как способа социального контроля над деятельностью государства со стороны общественности и указывал на роль прессы как основного средства, с помощью которого можно одновременно выражать и формировать общественное мнение.
В последние годы, постоянно растущий уровень участия представителей мировой общественности в политической сфере очевиден. Во многом именно этим обстоятельством объясняется также неизменно возрастающее внимание исследователей из различных стран мира к проблемам в контексте их рассмотрения сквозь призму такого феномена как «общественное мнение».
Общественное мнение принадлежит к числу явлений, которые с большим трудом поддаются всестороннему анализу и строгому определению. В настоящее время можно встретить сотни определений общественного мнения.

### Понятие «общественное мнение» в философской мысли
Зарождение представлений об общественном мнении относится к эпохе Античности, однако, ещё в текстах древнекитайской философии речь шла о важности изучения общественного мнения людей с целью его адекватного использования в управлении. В частности, в даосизме считалось, что из четырёх причин гибели государства, одна — это когда чувства и настроения людей не используются правителями в деле управления.
В Древней Греции софисты, будучи сторонниками демократического государства, отводили значительную роль в его делах общественному мнению.
Часть философов того времени считали демократию наилучшим состоянием общества. К таким относится Демокрит и его последователи. Они полагали, что мнение большинства — важнейшее мерило организации всей общественной жизни. Протагор, подразумевая под общественным мнением «мнение большинства», отдавал ему на откуп решение вопросов о том, что истинно и что ложно, что справедливо и что несправедливо. В гражданской общине он видел меру и источник правовых норм. Школа Сократа противопоставляла народному самоуправлению аристократическое правление людей мудрых и знающих. Эта идея получила развитие в трудах Платона, где, в частности, обосновывалось положение о том, что «мнение мудрых» (аристократии) истиннее «мнения большинства». Аристотель утверждал, что мнение народа — инструмент, с помощью которого можно контролировать дела государства и в то же самое время расценивал его в качестве права. Аристотель особо подчёркивал данный аспект жизнедеятельности людей в их социальной гармонизации. «Большинство, — писал он, — больше и лучше судит…». Более того, по его заключениям, знание мнения большинства — есть объективный элемент нравственной и государственной самоидентификации любого государства в целом.
Известная латинская поговорка «vox populi vox Dei» (с лат. — «голос народа – голос Бога»), эквивалент русской пословицы: «Глас Народа — Глас Божий», по всей видимости, появилась в период, когда существовало могущественное Римское государство. Авторство этого крылатого выражения зачастую неверно приписывается английскому историку XII в. Вильяму Мальмсберийскому. Другое общеизвестное употребление выражения находим в послании известного учёного VIII в. Алкуина к будущему императору Карлу Великому. Письмо датируется 798 г. и содержит следующую цитату по-латыни: «Nec audiendi qui solent dicere, Vox populi, vox Dei, quum tumultuositas vulgi semper insaniae proxima sit» («И людям не должно прислушиваться к тем, кто говорит, что глас народа является гласом Божиим, ибо необузданность толпы всегда граничит с безумием»).
Н. Макиавелли в трактате «Государь» подошёл к многозначной политической интерпретации общественного мнения. Это было связано с попыткой впервые в истории дать характеристику политического сознания и политического действия, обращённую к конкретному носителю политической власти — новому государю. Он видит в народе «большую силу», мощную опору государя: «…тем государям, которые больше боятся народа, нежели внешних врагов, крепости полезны; а тем из них, кто больше боится внешних врагов, чем народа, крепости не нужны… Лучшая из всех крепостей — не быть ненавистным народу…». При этом Н. Макиавелли подмечает некоторые социально-психологические особенности отражения в общественном мнении фигуры государя: «…люди большей частью судят по виду, так как увидеть дано всем, а потрогать руками — немногим. Каждый знает, каков ты с виду, немногим известно, каков ты на самом деле, и эти последние не посмеют оспорить мнение большинства, за спиной которого стоит государство».
В свою очередь, Ф. Бэкон обратил внимание на то, что ложные суждения оказывают определённое влияние на общественные умонастроения, чем могут пользоваться власть имущие. Однако распространение предрассудков в общественном мнении он связывал с прирождённым стремлением людей некритически воспринимать общественные идеи, с чувствами и мыслями, искажающими познание. Признавая ключевую роль общественного мнения в массовых коммуникативных процессах, он неоднократно указывал на то, что данный институт в поисках достижения истины может выступать в различных формах как прогресса, так и регресса. Широко известно учение Ф. Бэкона о так называемых «идолах» или «призраках» заблуждений, имеющих место в массовом сознании. Среди них выделены: «идолы площади (idola fori)», — привычки людей опираться на распространённые представления и стереотипы, и некритическое их восприятие, «идолы театра (idola theatri)» — утверждающие веру в авторитет, в частности, в авторитеты философских систем древности, со всей торжественностью преподносимые людям наподобие театральных представлений и т. д. и т. п. Одной из научных целей Ф. Бэкона являлась разработка форм и методов достижения адекватности в отражении общественным мнением фактов и событий. В связи с этим за мерило истины была взята наука. Преодоление «идолов» в массовом сознании людей рассматривалось как важнейший аспект научной деятельности. «Знание есть сила, сила есть знание», — один из ключевых афоризмов Ф. Бэкона.
На иной источник существования различных мнений впервые указал Т. Гоббс, рассматривая их как отражение определённых социальных потребностей. При этом он придавал мнениям социально-практическое значение, отмечая, что действия людей обусловлены их мнениями, и что в хорошем управлении мнениями состоит хорошее управление действиями людей, ведущее к установлению среди них мира и согласия.
Воспитательную роль общественного мнения впервые отметил Дж. Локк в своей работе «О человеческом разумении». Он писал: «Люди, соединяясь в политические сообщества, отказываются в пользу государства распоряжаться всею своею силою, так что не могут пользоваться ею против своих сограждан больше, чем позволяет закон страны, однако они все же сохраняют за собой право быть плохого или хорошего мнения о действиях людей, среди которых живут и с которыми общаются, одобрять или не одобрять эти действия. В силу этого одобрения или неприязни, они и устанавливают между собой то, что они намерены называть добродетелью или пороком,…но никто не может жить под гнётом постоянного нерасположения и дурного мнения своих близких и тех, с кем он общается». Так, по мнению Дж. Локка, общественность принуждает человека к конформности, используя страх перед изоляцией. Основой "для нашего согласия является мнение других. То, что мы называем своим мнением, не принадлежит нам, произведено не нами, есть простое отражение мнения других. Люди не доверяют новым мнениям на том лишь основании, что они новые, ещё не модные, в них не видно истины.
Важным этапом в развитии представлений об условиях и факторах формирования и функционирования общественного мнения явились взгляды таких французских просветителей материалистического толка как К. А. Гельвеций и П. А. Гольбах. Источник заблуждений, неадекватных действительности мнений они искали не в познавательных возможностях человека, а в социальной среде, условиях жизни, мешающих людям вырабатывать правильное отношение к явлениям и событиям. Отсюда следовало, что заблуждения и извращённые мнения порождаются и поддерживаются деспотической властью и церковной организацией, осуществляющими преднамеренную дезориентацию широких масс народа. Разноречивый характер мнений людей об одних и тех же вещах — следствие их различного положения в обществе, наличия у них противоположных интересов и обусловленных ими страстей. С другой стороны, в схожих интересах они видели источник одинаковых оценок, общего мнения.
Кант, который заявил о существовании «мирового общественного мнения», прославляя его как прогресс «разума», значительно расширил рамки понятия «общественное мнение». Будучи решительным противником тирании, он заявлял, что деспот должен быть низложен, но только легальными средствами. Народ «имеет свои неотъемлемые права по отношению к главе государства, хотя они не могут быть принудительными правами», — подчёркивал он. «Гражданин государства, и притом с позволения самого государя, должен иметь право открыто высказывать своё мнение о том, какие из распоряжений государя кажутся ему несправедливыми по отношению к обществу… Свобода печатного слова есть единственный палладиум прав народа». Смысл его рассуждений ясен: общественное мнение вправе отказать в поддержке тирану, который, будучи поставленным в условия моральной изоляции и опасаясь стихийного мятежа, вынужден будет внять голосу народа, соблюдать существующие законы или реформировать их, если они нуждаются в исправлении.
Понятие общественного мнения как «всеобщего, субстанциального и истинного», которое отражает «правильные тенденции действительности» и «связано в нём со своей противоположностью, со стоящим само по себе своеобразным и особенным мнением многих» впервые появилось в «Философии права» Гегеля: «Формальная субъективная свобода, состоящая в том, что единичные лица как таковые имеют и выражают своё собственное мнение, суждение о всеобщих делах и подают совет относительно них, проявляется в той совместности, которая называется общественным мнением». В общественное мнение входят «принципы справедливости, подлинное содержание и результат всего государственного строя, законодательства и общего состояния дел в форме человеческого здравого смысла…», — отмечает Гегель. При этом, он выделил в общественном мнении целый ряд структурных элементов: первый — условия существования общественного мнения, второй — объект (содержание) общественного мнения, третий — субъект (носитель) общественного мнения, четвёртый — характер суждения, выступающего в качестве общественного мнения, пятый — соотношение «всеобщего» и «особенного» мнений, сочетание и противоположность в общественном мнении истины и лжи. Гегель был первым, кто разработал цельную концепцию общественного мнения. В соответствии с диалектической традицией, он представил и интерпретировал общественное мнение в контексте субъектно-объектных отношений, чётко определив их количественную и качественную специфику. При этом Гегель первым признал, что общественное мнение — неотъемлемый атрибут демократического строя. «Общественное мнение, — указывает он, -есть неорганический способ познания того, чего народ хочет и мнит… общественное мнение было во все времена большой силой, и таково оно особенно в наше время, когда принцип субъективной свободы обрёл такую важность и такое значение».
Французские энциклопедисты (Вольтер, Ш.-Л. Монтескьё, Ж.-Ж. Руссо, Д. Дидро и др.), подчёркивая значимость общественного мнения в общественной жизни, заявили, что «мнения правят миром». Особенно важную концептуальную схему развития общественного мнения представил Руссо. Он считал, что к известным трём типам законов — общественное, уголовное и гражданское право, необходимо присоединить четвёртый, наиболее важный — это силу общественного мнения, или «страж нравов». От силы последнего закона, по его мнению, зависит эффективность реализации всех остальных.

### XIX—XX вв.
Трактовка понятия «общественное мнение» в его современном значении впервые появляется в конце XIX века в работе французского социолога Г. Тарда «Общественное мнение и толпа». Общественность рассматривается как совокупность людей, потребляющих одну и ту же информацию и вырабатывающих во многом совпадающие мнения и оценки, то есть общественное мнение — мнение общности, группы людей, основанное на принятии либо отрицании одинаково поданой и эмоционально окрашенной информации. При этом Г. Тард предпринял попытку выявить истоки существования общественного мнения. Согласно его концепции, творцом общественного мнения является некая публика с весьма подвижными и неясными границами, уходящими своими корнями в особенности массовых духовно-психологических процессов.
Одними из первых, кто обратил внимание на то, что и правительство опирается на общественное мнение, был Дэвид Юм. Он подчёркивает: «Для тех, кто занимается политической философией, ничто не кажется более удивительным, чем лёгкость, с которой многими управляют немногие, а также готовность людей свои собственные ощущения и желания подчинить ощущениям и желаниям правительства. Если попытаться проанализировать, каким образом осуществляется такое чудо, то мы увидим, что управляющие не могут опереться ни на что, кроме мнения, кроме одобрения. Правительство основывается единственно на мнении. И это справедливо как для деспотических и милитаристских режимов, так и для самых свободных и популярных правительств».
На значимость общественного мнения в общественно-политической жизни указывали многие известные зарубежные политические деятели, например, «отцы-основатели США». Так, Т. Джефферсон рассматривал общественное мнение как средство контроля за деятельностью правительства со стороны общественности, подчёркивая, что «народ должен оказывать влияние на правительство» в интересах всего государства. Десятилетия спустя Президент США А. Линкольн утверждал: «Всему, что поддерживается общественным мнением, гарантирован успех. Без поддержки общественного мнения успеха не будет».
С другой стороны, достаточно «прохладное» отношение к «гласу народа» прослеживается в высказываниях А. Гамильтона и Дж. Мэдисона. «Народ! Народ — это всего лишь огромный зверь», — подчёркивал один из них, полагая, что «при возникновении ситуаций, когда интересы народа расходятся с его желаниями, долг лиц, назначенных самим народом в качестве блюстителей этих интересов, заключается в противодействии временным заблуждениям в целях того, чтобы дать ему время и возможность для более спокойного и хладнокровного размышления». Дж. Куинси Адамс считал, что массы народа «не могут ни судить, ни действовать, ни выражать свою волю, выступая в качестве политического целого».
О принятии решения большинством, то есть используя общественное мнение, Алексис де Токвиль в книге «Демократия в Америке» пишет: «По мере того как граждане становятся более равными и более похожими друг на друга, склонность каждого из них слепо доверяться конкретному человеку или определённому классу уменьшается. Предрасположенность доверять массе возрастает, и общественное мнение всё более и более начинает править миром. Во времена равенства люди не склонны доверять друг другу по причине своего сходства, но то же самое сходство обуславливает их готовность проявлять почти безграничное доверие к мнению общественности, ибо им не кажется невероятным вывод о том, что, поскольку все обладают равными познавательными способностями, истина всегда должна быть на стороне большинства».
К середине XX столетия социологи перешли от значения конформности конкретного индивида перед лицом общественности к понятию контроля над правительством. Ганс Шпайер в статье «Историческое развитие общественного мнения» указывает на то, что под общественным мнением в данном историческом очерке понимаются мнения по вопросам, имеющим национальное значение, которые высказываются свободно и публично мужчинами, не входящими в правительство, но претендующими на право своими мнениями влиять или определять действия, кадровый состав и структуры правительства.
Однако Г. Олпорт в 1937 г. в статье «Навстречу науке об общественном мнении» привёл пример действенности феномена общественного мнения — уборка снега с тротуара перед собственным домом. Сущность общественного мнения он охарактеризовал так: «Феномены, изучаемые под названием „общественное мнение“, — это главным образом способы поведения… Именно в них выражается идея, согласно которой другие действуют точно так же».
Делая попытку объяснить причину изменения поведения человека в соответствии с нормами общества, в котором тот проживает, Э. Росс, в продолжение мысли Дж. Локка, пишет о том, что «для основной массы людей похвала и порицание их окружения — господа жизни». «Человека делает совсем беззащитным абсолютная неспособность остаться невозмутимым в окружении враждебных суждений, направленных против него, -неспособность вести жизнь, которая не сочеталась бы с совестью, убеждениями и ощущениями его окружения. Лишь преступник или герой остаётся вне влияния того, что думают о нём другие».
Вплоть до наших дней интерес к понятию общественного мнения не угасает. Общественное мнение понимается и как способ получения информации об окружающем мире, и как возможный институт социализации, и. как инструмент адаптации человека к особенностям той или иной социальной группы, а также как способ влияния на информационные потоки социальной среды.
В психологических теориях общественного мнения также существуют различные способы понимания данного явления.
Один из современных исследователей общественного мнения Г. Чайлдз в своей работе «Общественное мнение: природа, формирование и роль» (1965 г.) в поисках наиболее точного определения этого феномена дал ему более 50 различных определений. К наиболее существенным и точным можно отнести следующие определения:
- Общественное мнение — это мнения, способы поведения, которые нужно выражать или обнаруживать публично, чтобы не оказаться в изоляции; в противоречивых, меняющихся обстоятельствах или в возникших зонах напряжения можно выразить свою позицию, не опасаясь изоляции.
- Общественное мнение — это согласие между представителями одной человеческой общности по вопросу, имеющему важное эмоциональное или ценностное значение, которое должны уважать и индивид, и правительство под угрозой быть отвергнутым или свергнутым — по крайней мере, в виде компромисса публичном поведении.

Многие определения касаются других особенностей общественного мнения: воздействия средств массовой коммуникации, которые обеспечивают публичность и облекают аргументы в слова или, наоборот, отказывают им в чеканных формулировках, лишая тем самым возможности распространения и внесения темы в «повестку дня»; двух источников общественного мнения, обуславливающих появление «двойного климата мнений».
У. Ф. Дэвисон в статье об общественном мнении для «Международной энциклопедии социальных наук» (1968 г.) писал: «Не существует общепринятого определения общественного мнения».
Добавим при этом, что существует ещё несколько определений технико-инструментального характера, в которых общественное мнение приравнивается к результатам опросов общественного мнения, то есть к «сумме индивидуальных ответов опрашиваемых».
Дискуссия по вопросу, связанному с трактовкой понятия «общественное мнение» продолжается. Очевидной, однако, является тенденция, в соответствии с которой определение данной дефиниции с каждым годом становится по своему звучанию все более «демократичным», что, по всей видимости, есть отражение современных процессов, происходящих в общественно-политической жизни многих стран мира. В изданной в 1995 г. «Энциклопедии демократии» понятие «общественное мнение» определяется как «политическая ценность, …точки зрения, исходящие от самой широкой общественности или же другой политической единицы, включающие в том числе процесс голосования и другие варианты политического поведения». Подчёркивается, что «роль общественного мнения и его влияние на принятие решений в политике напрямую зависит от степени демократии».

### Концепция общественного мнения У. Липпмана
Одной из ключевых является концепция общественного мнения, предложенная Уолтером Липпманом. Эпиграфом к своей книге «Общественное мнение» он выбрал фрагмент из «Государства» Платона с описанием пещеры узников, которые вынуждены всю жизнь наблюдать только тени мира, но не сам мир: поскольку узники никогда не видели того, кто и что отбрасывает тени, они не в состоянии и заподозрить существование чего-то более реального, чем тени. Если попытаться приписать У. Липпману принадлежность к какому-либо философскому течению, то скорее всего это был бы неоплатонизм.
Определение понятия «общественное мнение», которое предложил У. Липпман, в первой половине XX века считалось классическим: «Те черты внешнего мира, которые имеют отношение к поведению других людей — в той мере, в какой это поведение пересекается с нашим, зависит от нас и интересует нас, — мы грубо называем общественным мнением. Образы в сознании людей — образы самих себя, других людей, своих нужд, целей и взаимоотношений — являются их общественным мнением».
Важнейшей характерной чертой позиции У. Липпмана являлось то, что он считал, что «средний человек» не способен компетентно судить о все усложняющихся в мире процессах, так как ему не хватает на это знаний и времени, постоянно указывая также на то, что в сознании так называемых «средних американцев» играют стереотипы — схематизированные, упрощённые и стандартизированные образы или представления об объектах, явлениях и процессах социальной реальности, отличающиеся высокой устойчивостью и ярко выраженной эмоциональной окраской. Это постоянно действующий и по сути определяющий фактор массового сознания, а, следовательно, и общественного мнения.
Согласно У. Липпману, познавательные возможности человека ограничены: человек не может знать всё, быть абсолютно информированным, так как окружающая среда слишком сложное и изменчивое образование. Преодолевая разнообразие мира, человек систематизирует знание о нём в категории. Эти категории, — фикции, стереотипы, элементы псевдосреды, с помощью которых человек приспосабливается к своему окружению. Поведение человека есть реакция на стимулы псевдосреды.
Стереотипы объединяются в системы стереотипов, которые предстают в виде повседневных укладов, верований, учений, социальных институтов и т. д. И так вплоть до стереотипа, охватывающего все системы стереотипов и известного под названием «социальная реальность».
Мир, с которым мы вынуждены иметь дело как субъекты, с точки зрения У. Липпмана, остаётся за пределами достижимости: человек не бог, озирающий единым взглядом всё сущее, а продукт эволюции, который только и может выхватить фрагмент реальности, достаточный, чтобы «выжить и в потоке времени поймать несколько моментов озарений и счастья».
В результате, каждый человек в отдельности, может хорошо знать лишь небольшой фрагмент реальности, быть специалистом или экспертом только по каким-то узким проблемам. А опросы общественного мнения включают в себя вопросы заведомо более широкого тематического спектра. Поэтому получается, что на какой-то вопрос продуманные и обоснованные ответы могут давать лишь немногие респонденты, компетентные именно в этой проблеме.
Критика опросного метода, становится для У. Липпмана отправной точкой, для разделения общественного мнения с маленькой буквы и Общественного Мнения с большой буквы:
- общественное мнение с маленькой буквы, а точнее, общественные мнения, это то знание об окружающем мире, которое касается самих людей или интересно им, вытекающее из поведения других людей или всего того, что называется общественными событиями. В таких случаях люди используют распространённые среди других людей и заимствованные заготовки стереотипных схем, интерпретаций, морали и т. д., направляющих игру воображения и само видение событий.
- Общественное Мнение с большой буквы это образ реальности, в соответствии с которым действуют группы людей или индивиды, действующие от имени групп, например, государственные деятели.

Начиная с этого разграничения, У. Липпман уже как социолог и политолог приступает к критике демократии, ранние теории которой наивно предполагают, что сами по себе общественные мнения максимизируют общественную полезность принимаемых политических решений. Отсюда, основная задача демократии сделать так, чтобы в современном ему обществе Общественное Мнение формировалось, влияло и учитывалось бы разумно и рационально, будь то сферы управления или политики.

### Концепция общественного мнения Э. Ноэль-Нойман
Один из выдающихся социологов современности, Элизабет Ноэль-Нойман — специалист в области общественного мнения, в заключительной главе книги «Общественное мнение. Открытие спирали молчания» даёт следующее определение: «Общественное мнение — это ценностно окрашенное, в частности имеющее моральную окраску, мнение и способ поведения, которые, если речь идёт об устоявшемся, закрепившемся согласии, например, догме или обычае, — следует демонстрировать прилюдно, если не хочешь оказаться в изоляции, или которые в проходящих состояниях можно прилюдно демонстрировать, не боясь изоляции».
В науке получила известность теория Э. Ноэль-Нойман о так называемой «спирали молчания», согласно которой люди, видя, что доминирующие общественные установки, распространяемые СМИ или их ближайшим социальным окружением, противоречат их собственной позиции, «замолкают», стараются избегать высказывать свою точку зрения, боясь оказаться в меньшинстве. И чем сильнее им кажется распространённой господствующая точка зрения, тем сильнее они «замолкают». Преодоление «спирали молчания» возможно за счёт нейтрализации на коммуникативном поле идей порождающих социальные страхи или вброса в него более сильных политических идей. Теория Э. Ноэль- Нойман получила широкую популярность, однако подвергалась также критике вследствие недостаточности доказательной эмпирической базы, а также потому, что воспринималась не как научная, а как политическая теория, призванная мобилизовать находившихся в меньшинстве избирателей христианских демократов ФРГ в условиях нахождения у власти социал-демократов и доминировании в СМИ ФРГ того времени левоцентристской идеологии.

### Подходы, принятые в СССР
В работах учёных СССР общественное мнение так же не получило своего точного определения.
Первым, кто в СССР дал определение понятию «общественное мнение» был А. К. Уледов. Рассматривая общественное мнение в качестве одной из форм общественного сознания, он считал, что — это есть «оценочное суждение больших общностей людей по общезначимым вопросам социальной жизни, затрагивающим их общие интересы», а его субъектом является общество в целом.
Б. А. Грушин подчёркивал, что общественное мнение как бы перекрывает все существующие формы сознания или, говоря точнее, входит в каждую из них в качестве своеобразного способа их существования. При этом, «оно входит в состав той или иной форм сознания с разной степенью интенсивности и в сфере политики оно имеет самое широкое хождение и обладает весьма большой реальной силой». По мнению Б. А. Грушина, общественное мнение есть не что иное как «общественное сознание со сломанными внутри него перегородками». Разработав концепцию массового сознания, он определял общественное мнение как плюралистическое образование, характеризующееся массовостью и поэтому, это есть «состояние массового сознания, заключающее в себе отношение (скрытое или явное) различных групп людей к событиям и фактам социальной действительности». Что касается субъектов (носителей) общественного мнения, то критикуя подход А. К. Уледова, Б. А. Грушин считал, что ими, помимо общества в целом, могут быть различные общности людей, объединяющиеся в группы. В результате, если брать за основу подход Б. А. Грушина, то субъектом (носителем) общественного мнения может быть и большинство, и меньшинство, и такая позиция в большей мере отражает всю сложность такого феномена как общественное мнение. Изучая общественное мнение, Грушин Б. А. в своей книге «Мнения о мире и мир мнений» приходит к парадоксальному заключению: «Общественное мнение всегда, во всех случаях, так или иначе, отражает действительность. Невозможно говорить об определении общественного мнения вообще, о некоем его абстрактном определении, которое было бы одинаково верным применительно ко всем эпохам и обществам и ко всем случаям».
В дальнейшем стали распространяться и другие определения. Р. А. Сафаров, соглашаясь Б. А. Грушиным в том, что общественное мнение представляет собой явление массового характера, находящееся в сфере общественного сознания, вместе с тем, считал, что оно должно быть активным. Активность субъектов общественного мнения в представлении Р. А. Сафарова свидетельствует о том, что это действительно «общественное», а никакое иное мнение. Поэтому оно выражается не только в суждениях, но и в практических действиях. Отсюда — общественное мнение есть отличающееся относительной распространённостью, интенсивностью и стабильностью оценочное суждение социальных общностей к вопросам, представляющим для них интерес.
В 1980-е годы были внесены некоторые, однако, не очень существенные корректировки, в трактовку понятия «общественное мнение». В. С. Коробейников отметил, что оно является множественным, то есть отражающим разнообразные точки зрения, относящиеся к большому числу общностей и, в совокупности, представляет собой своеобразную «пирамиду мнений».
Свой вклад внёс М. К. Горшков, исследовавший общественное мнение в историческом контексте, а также разработавший концепцию динамического общественного мнения, в соответствии с которой «общественное мнение» — это подвижное, текучее образование, которое развивается в континууме точек, «способ проявления сознания вообще, в котором может быть заключено духовное, духовно-практическое или практическое отношение субъекта к дискуссионному по характеру объекту действительности, затрагивающему его потребности и интересы».
В. Н. Аникеев дал историко-философский анализ понятию «общественное мнение». Он сделал вывод о соотношении уровня демократии в обществе с развитостью института общественного мнения.
Интерес вызывает также вышедшая уже в 1990-е годы работа В. М. Герасимова, предпринявшего попытку с позиций политической психологии и акмеологии разработать междисциплинарную концепцию общественного мнения. Рассматривая общественное мнение в политическом контексте, он делает вывод, что существует тесная взаимосвязь между властью и общественным мнением и пренебрегать им невозможно.
Важно также назвать целый ряд работ, автором которых является исследователь из Санкт-Петербурга Д. П. Гавра, сравнивший общественное мнение с воздухом, который необходим для дыхания демократии: когда он есть, его не замечают, но его отсутствие может привести к гибели всего организма. Кроме того, Д. П. Гавра ввёл понятие «режимы взаимодействия власти и общественного мнения», под которыми, в частности, понимается «обобщённая характеристика меры реальной включённости общественного мнения в принятие политических решений, управление делами государства и общества и возможностей для функционирования, предоставленных властными институтами». При этом Д. П. Гавра, на основе разработанной им системы критериев, выделяет следующие «режимы взаимодействия власти и общественного мнения»: 1. Режим подавления общественного мнения со стороны властных структур. 2. Режим игнорирования общественного мнения. 3. Режим патернализма власти по отношению к общественному мнению. 4. Режим сотрудничества (взаимореализации). 5. Режим давления общественного мнения на власть. 6. Режим диктатуры общественного мнения.
Е. Егорова-Гантман и К. Плешаков, говоря о субъектах общественного мнения, предложили использовать методику «трёх страт». В данном случае речь идёт о трёх основных, по их мнению, носителях общественного мнения: во-первых, руководстве страны, представленном официальными лидерами, во-вторых, элите, в-третьих, массах.

### Марксистско-ленинская концепция общественного мнения
Общественное мнение с точки зрения марксизма-ленинизма отражает статья «Общественное мнение», размещённая в Третьем издании Большой советской энциклопедии, выпущенном издательством «Советская энциклопедия» в 1969—1978 гг.
За исключением отдельных моментов, отражающих подходы, существовавшие в советской науке в эпоху господства идеологии марксизма-ленинизма, приведённый в этой статье материал вполне отражает особенности процесса формирования и функционирования общественного мнения на современном этапе.

## История

### Древность
Термин «общественное мнение» вошёл в употребление сравнительно недавно, всего несколько столетий назад, однако, сам феномен наблюдался практически во все исторические эпохи. Об этом могут свидетельствовать исследования механизмов формирования общественного мнения у примитивных народов, которое провела известный антрополог Маргарет Мид. Она отметила эффективность общественного мнения в регуляции жизни племён: «Общественное мнение эффективно, если кто-нибудь выступает как нарушитель заповедей, или в случае конфликта, или если необходимо принять решение относительно будущих действий».
В одном из письменных источников, относящихся к эпохе Древнего Египта, «Беседа разочарованного со своим Ба» упоминаются события, очевидно глубоко потрясшие общественное мнение[прояснить]:
С кем сегодня я поговорю? 

Всех обуяла жадность…

Благородству нет более места

Народ смеётся над преступлениями

Честных людей не осталось

Земля попала во власть злодеев

Пророки древнего Израиля иногда оправдывали действия властей в глазах народа, а иногда призывали к сопротивлению правителям[неопределённость]. Во всех случаях они обращались к мнению общества.
Различные способы выражения общественного мнения существовали также в Древней Греции и Древнем Риме. К примеру, в древнегреческих демократиях (Афины и др.) общественное мнение имело решающее значение во всех областях общественной жизни[уточнить].

### Средневековье
В Средние века в Европе взгляды того или иного человека зависели от того слоя, к которому он принадлежал[неоднозначно]. Однако феномен общественного мнения существовал в среде религиозных и политических элит. Борьба за власть предполагала борьбу за влияние на умы и привлечение сторонников. Например, в 1191 г. английский епископ Уильям Илийский (William of Ely) подвергся критике оппонентов за то, что нанял трубадуров для собственного восхваления, чтобы люди говорили о нём «как будто равному ему нет на Земле».
Также следует учитывать то обстоятельство, что в условиях Средневековья доминантой явилось религиозное сознание. На Западе это проявлялось в форме католицизма. На Востоке это проявлялось в форме ислама. В других регионах — в соответствующих формах верования и культуры. Основополагающая тенденция, связанная с развитием института общественного мнения в Средние века — это процесс манипуляции сознанием людей. К примеру, в Европе среди функций Папского двора и инквизиции на местах в то время было организовано изучение настроений населения, с одной стороны, и формирование должных воззрений среди широких масс, с другой. Даже термин «пропаганда» был первоначально использован именно Ватиканом, и именно для формирования среди людей соответствующего общественного мнения по широкому кругу вопросов.

### Новое время
Эпоха Возрождения явилась не только «пробуждением», (по словам Гегеля), от «тысячелетнего сна» человечества, но и зарождением новых институций общественной жизни. С точки зрения общественных отношений в передовых странах, вставших на путь развития капитализма, в наибольшей степени становится востребованной демократия как институт государственного устройства и образа жизни. Для демократии, в свою очередь, «общественное мнение» было не только необходимо, но и являлось её атрибутом.
(Далее см. выше Трактовка понятия#XIX—XX вв.)

## Формирование общественного мнения
Общественное мнение складывается на основе широко распространённой информации, как то: мнений, суждений, убеждений, идеологий, а также слухов, сплетен, заблуждений.
В формировании общественного мнения большую роль играют средства массовой информации (СМИ), в частности: телевидение, радиовещание, печатные издания (пресса). В современности, в условиях развития информационного общества существенно возрастает влияние электронных средств массовой информации, а также сосредоточенных в Глобальной сети Интернет — многочисленных социальных сетей, форумов, блогов, Twitter, Youtube и пр.
На общественное мнение влияют мнения людей, признаваемых обществом авторитетными и компетентными, личный опыт людей. Зачастую СМИ упрощают передаваемую информацию, стремятся к исключению любых противоречий в ней, чтобы сформировать у общества однозначное понимание той или иной информации. При этом СМИ прибегают к различной степени категоризации, формированию определённых стереотипов и шаблонов восприятия тех или иных событий, медийных личностей, национальных групп и т. д. При этом нередко используются неявные оценочные суждения, которые на подсознательном уровне формируют у общественных масс тот или иной шаблон восприятия. Таким образом можно вызвать у широких общественных масс исключительно положительную или отрицательную реакцию на определённую информацию. Кроме того, используется метод построения подсознательных ассоциаций, например, затрагивание с помощью пропаганды такого примитивного, практически первобытного стереотипа «свой — чужой», когда какой-либо объект посредством пропаганды встаёт на место «своего», а какой-то — «чужого».
Инструментами воздействия на общественное мнение со стороны государства являются пропаганда и цензура.
К способам формирования общественного мнения также можно отнести «спираль молчания».
По результатам социологов при моделировании когнитивных процессов в социуме можно сказать, что, если десять процентов твёрдо придерживаются сходных взглядов, этого будет достаточно, чтобы на их сторону перешла и большая часть общества.

## Структура общественного мнения
1. Объект общественного мнения. В качестве него может выступать, фактически, всё что угодно. Это может быть то или иное явление, отдельное физическое лицо, лидер, партия, ситуация, процесс и всё то, вокруг чего концентрируется внимание общественных масс.
2. Субъект общественного мнения. Это само общество, обладающее тем или иным отношением к какому-либо явлению.
3. В структуре общественного мнения имеют место различные стереотипы, шаблоны восприятия, эмоциональные реакции общества, чувства и оценочные суждения[20].

## Выражение общественного мнения
В современном обществе привычными каналами (и формами) выражения общественного мнения являются: выборы органов власти, участие населения в законодательной и исполнительной деятельности, средства массовой информации, собрания, митинги, манифестации, пикеты и др. Наряду с этим широкое распространение имеют также и высказывания, вызываемые политическим, экономическим, социальным, культурным, а также исследовательским интересом и принимающие форму референдумов и плебисцитов, массовых обсуждении каких-либо проблем, совещаний специалистов, выборочных опросов населения и т. д. и т. п.
Согласно законодательству, в Российской Федерации общественное мнение может выражаться на совещательном уровне, к примеру, на этапе принятия решений по поводу строительства различных объектов. Так, в 2004 г. в Санкт-Петербурге был принят закон «Об участии граждан и их объединений в обсуждении и принятии решений в области градостроительной деятельности на территории Санкт-Петербурга». Согласно этому закону любой гражданин имеет право высказать своё мнение и, при наличии доказательств нарушения закона, препятствовать строительству объекта.

## Функции общественного мнения
К функциям общественного мнения относятся:
Репрезентация текущей политической ситуации в глазах общества;
Коммуникация между властью и населением;
Повышение легитимности действующей власти;
Социализация людей, включающихся в сферу политических отношений.

## Измерение общественного мнения
Для количественного определения общественного мнения проводятся опросы общественного мнения.

## Организации
- Всероссийский центр изучения общественного мнения
- Фонд «Общественное мнение»
- Левада-Центр
- Институт Гэллапа
- World Association for Public Opinion Research (недоступная ссылка)
- American Association for Public Opinion Researchp
- European Society for Opinion and Marketing Research
- Council of American Survey Research Organizations